# Acido debole
Un acido debole è un acido che non perde tutti gli atomi  d'idrogeno quando disciolto in acqua, ovvero si dissocia solo parzialmente. Questi acidi provocano un abbassamento del pH più contenuto (a parità di concentrazione) rispetto agli acidi forti, i quali al contrario rilasciano tutti i loro atomi di idrogeno se disciolti in acqua.
Gli acidi deboli comprendono una grande varietà di sostanze, fra cui l'acido acetico (che conferisce all'aceto il suo caratteristico odore). Gli acidi deboli trovano applicazioni nella formazione di soluzioni tampone, nelle quali vengono fatti reagire con una base forte.

## Dissociazione
Come già accennato, gli acidi deboli si dissociano solo in piccola parte. Pertanto un generico acido debole HA in soluzione acquosa protona le molecole di acqua soltanto in piccola parte. Consideriamo l'equilibrio che si instaura tra l'acqua ed un generico acido A:
{\displaystyle \mathrm {HA_{(aq)}\,\rightleftharpoons \,H^{+}\,_{(aq)}+\,A^{-}\,_{(aq)}} }
Per sapere il comportamento di un acido, basta vedere la sua costante di equilibrio, che in questi casi prende il nome di costante di ionizzazione acida:
{\displaystyle \mathrm {K_{a}\,=\,{\frac {[H^{+}\,][A^{-}\,]}{[HA]}}} }
Più il valore di Ka è alto, più è grande il numero di H+ presenti in soluzione, e più è piccolo il pH: per quanto riguarda gli acidi deboli, Ka può variare tra 1,8×10−16 e 55.

## Calcolo del pH
Possiamo trovare il pH di una soluzione acquosa di un acido debole risalendo alla concentrazione degli ioni H+. Per fare ciò, possiamo servirci di una piccola tabella, che riporta il caso di una generica reazione di ionizzazione, analizzando le condizioni iniziali e quelle di equilibrio.
|            | HA(aq) | + | H2O(l) | → | A−(aq) | + | H3O+(aq) |
| inizio     | F      |   | —      |   | 0      |   | 0        |
| Δ          | -x     |   | —      |   | +x     |   | +x       |
| equilibrio | F - x  |   | —      |   | x      |   | x        |

Dalla tabella si può dedurre che, all'equilibrio, le concentrazioni di A−(aq) e di H3O+(aq) si equivalgono. Possiamo riportare pertanto i dati della riga equilibrio nell'espressione del calcolo di Ka:
{\displaystyle K_{a}={{[H^{+}][A^{-}]} \over {[HA]}}={{x^{2}} \over {F-x}}}
Ne ricaviamo un'espressione di secondo grado {\displaystyle x^{2}+K_{a}x-K_{a}F=0}, dove x è la concentrazione degli ioni H+. Il pH si calcola quindi in questo modo: {\displaystyle pH=-log(x)}.

### Semplificazione
L'espressione anzidetta può essere comunque semplificata se F è sensibilmente più grande della costante di ionizzazione acida. In questo caso, infatti, l'acido non si dissocerà molto: di conseguenza, la x assumerà un valore molto piccolo, facendo sì che F - x ≈ F. Il calcolo della concentrazione degli ioni H+ viene quindi reso più agile e funzionale:
{\displaystyle K_{a}={{x^{2}} \over {F}}}
e quindi, risolvendo per x:
{\displaystyle x={\sqrt {K_{a}F}}=\left[H^{+}\right]}
Di conseguenza per calcolare il pH, se F ≫ Ka, possiamo direttamente applicare la seguente formula:
{\displaystyle pH=-log{\sqrt {K_{a}F}}}